# Diane Thome
Diane Thome (nascida em 1942) é uma compositora estadunidense. Ela estudou piano com Dorothy Taubman e Orazio Frugoni e composição com Robert Strassburg, Roy Harris, Darius Milhaud, AU Boscovich e Milton Babbitt.

## Vida e trabalho
Thome formou-se com dois diplomas de graduação na Eastman School of Music com distinção em piano e composição, um Mestrado de Artes em teoria e composição pela University of Pennsylvania e um  Mestrado de Artes e Ph.D. em composição pela Princeton University. Ela foi a primeira mulher a receber um Ph.D. em música pela Universidade de Princeton.
Depois de concluir seus estudos, Thome tornou-se professora e depois presidente do Programa de Composição da Escola de Música da Universidade de Washington. As composições de Thome foram executadas na Europa, China, Austrália, Canadá, Israel e Estados Unidos. Ela foi compositora residente na University of Sussex e na Chamber Music Conference and Composers’ Forum of the East (Bennington, Vermont). Suas composições foram apresentadas nas rádios francesas.
Thome recebeu encomendas de organizações como Bremerton Symphony Association, Seattle Symphony, New Jersey Symphony Orchestra, The Eleusis Consortium, The Esoterics e Trimpin.

## Honras e prêmios
- 1994 Washington Compositor do Ano
- 1995-1996 Solomon Katz Distinguished Professor in the Humanities
- 1998 International Computer Music Conference Commission[2]

## Trabalhos
Thome compôs para instrumentos solo, conjuntos de câmara e coral, orquestra e mídia eletrônica. As obras selecionadas incluem:
- Pianismo para piano solo
- Unseen Buds (1996)
- Bright Air/Brilliant Fire (1997)
- UnfoldEntwine (1998)
- Like A Seated Swan (1999)

Seus trabalhos foram gravados e lançados em CD, incluindo
- CD de áudio Bright Air/Brilliant Fire (2001), Centaur, ASIN:B00005Q479
- CD de áudio CD de áudio Palaces of Memory (1995), Centaur
- Composers in the Computer Age (1993), Centaur, ASIN: B0000057VJ
- CD de áudio America Sings (1998) Leonarda Productions, Inc.
- Sunbursts (1992) Capstone, Society of Composers, Inc.[2]